# ジョージ・ケリー (植物学者)
ジョージ・ケリー（英語: George Caley 、1770年6月10日 – 1829年5月23日）は、イギリスの植物学者である。8年間にわたり、オーストラリアで過ごし、オーストラリアの植物をイギリスに送った。

## 略歴
イギリスのヨークシャーの Cravenで馬商人の息子に生まれた。4年間ほどグラマースクールで学んだ後、父親の厩舎で働いた。馬の飼育書のハーブの記述に興味を持ち、独学で植物学を学んだ。植物学を学ぶため、仕事を変え、有名な植物学者、ウィリアム・ウィザリングと知り合い、マンチェスターの科学者のグループに入った。1795年にジョゼフ・バンクスに植物に関する仕事を求めて手紙を書き、キューガーデンなどで庭師の仕事を得て、植物学の知識を増やした。
1798年にバンクスからニューサウスウェールズ植民地（オーストラリア）で植物を収集する仕事に任じられ、1800年4月にシドニーに渡り、シドニーのParramattaに小屋を与えられ、小屋の周りに植物栽培のための庭園を作った。多くの博物学資料や植物をバンクスに送り、ニューサウスウェールズ植民地の状況や科学的事項を報ずる手紙を送った。ユーカリの研究をした最初の科学者の一人となった。1801年に軍人のウィリアム・グラント（James Grant）とウエスタンポートまで探検し、報告書、 "A journey to ascertain the Limits or Boundaries of Vaccary Forest" を執筆した。1804年に、3人の助手とブルーマウンテンズを踏破して、山の一つにバンクス山の名をつけた。1805年にはノーフォーク島を訪れた。
1808年にバンクスからさらにオーストラリアに留まることを望まれる手紙を受け取るが、1810年にイギリスに戻った。1816年にカリブ海のセントビンセント島の植物園の学芸員に任じられた。1822年までその仕事を続け、翌年イギリスに戻った。
ラン科の属名、カレアナ属（Caleana）やヤマモガシ科の種 Banksia caleyi、Grevillea caleyi などに献名されている。